# Lac-Vacher
Pour les articles homonymes, voir vacher (homonymie).
Lac-Vacher est un territoire non organisé situé dans la municipalité régionale de comté de Caniapiscau, dans la région administrative de la Côte-Nord, au Québec.

## Toponymie
Le territoire porte le nom du lac Vacher.